# Jag och min bror
Jag och min bror (franska: La femme de mon frère) är en kanadensisk dramakomedifilm från 2019, regisserad av Monia Chokri. Filmen visades i sektionen Un Certain Regard vid filmfestivalen i Cannes 2019. Filmen hade premiär i Kanada den 7 juni 2019 och i Sverige den 17 januari 2020.

## Handling
Sophia (Anne-Élisabeth Bossé), en omogen universitetsstudent tvingas omvärdera sitt liv när hennes bror Karim (Patrick Hivon), som hon alltid har haft ett mycket nära och förtroligt relation med, förälskar sig i hennes gynekolog Éloise (Évelyne Brochu).

## Rollista (i urval)
- Anne-Élisabeth Bossé – Sophia
- Patrick Hivon – Karim
- Évelyne Brochu – Eloïse
- Magalie Lépine Blondeau – Anabelle Lajoie
- Sasson Gabai – Hichem
- Niels Schneider – Alex
- Mylène Mackay